# Castrignano del Capo
Castrignano del Capo község (comune) Olaszország Puglia régiójában, Lecce megyében.

## Fekvése
A Salentói-félszigeten déli csücskében fekszik. Közigazgatásilag hozzá tartozik a Santa Maria di Leuca-fok területe. 

## Története
A legrégebbi építészeti emlékek a rómaiak idejéből származnak, többek között a Santa Maria di Leuca-fok területén épült Minerva-templom, amelyet később keresztény kápolnává alakítottak át Madonna de Finibus Terrae néven (jelentése A világvégi Szűzanya temploma).  Első írásos említése a 10. századból származik. Az évszázadok során nemesi családok hűbérbirtoka volt. Önálló községgé a 19. század elején vált, amikor a Nápolyi Királyságban felszámolták a feudalizmust.

## Népessége
A lakosság számának alakulása:

## Főbb látnivalói
- Borgo Terra – a községközpont központja, ami megőrizte középkori jellegét.
- San Michele Arcangelo-templom – 1743-1751 között épült barokk stílusban egy korábbi templom helyén. A templom érdekessége egy Mihály arkangyalt ábrázoló faszobor, amely a legendák szerint nem érintkezik a talapzatával, hanem afelett egy milliméterrel lebeg.
- San Giuseppe-templom – a 17. század első felében épült.
- Madonna de Finibus Terrae-kápolna